# Дополнительные выборы в Азербайджане (2003)
Дополнительные выборы в Азербайджане 2003 г — выборы в Азербайджане, состоявшиеся в марте 2003 года на вакантные места.
Указом Президента Азербайджанской Республики Гейдара Алиева от 5 июля 2002 года № 731 председателем Государственного комитета по работе с азербайджанцами, проживающими за рубежом, был назначен Назим Ибрагимов, независимый депутат, избранный по Гарадагскому избирательному округу № 14 Милли Меджлиса Азербайджанской Республики второго созыва, сформированного после парламентских выборов 2000 года и повторных парламентских выборов 2001 года. По этой причине Назим Ибрагимов был лишен депутатского мандата. Также распоряжением Президента Азербайджанской Республики Гейдара Алиева № 994 от 25 июля 2002 года главой Исполнительной власти Огузского района был назначен член партии "Новый Азербайджан", избранный по Исмаиллинскому избирательному округу № 69, Мирмовсум Аббасов. Также, Яшар Алиев, член партии "Новый Азербайджан", избранный по Ханлар-Дашкесанскому избирательному округу № 91, был назначен Чрезвычайным и Полномочным Послом Азербайджанской Республики в Китайской Народной Республике Указом Президента Азербайджанской Республики Гейдара Алиева № 738 от 26 июля 2002 года. По этой причине он был лишен депутатского мандата. На все три вакантных места были назначены дополнительные выборы.

## Партии и кандидаты
Дополнительные выборы были назначены на 5 марта 2003 г. Члены Партии Народного Фронта Азербайджана и партии "Новый Азербайджан" решили принять участие в выборах. Али Джафаров, Гудрат Асадов, Вагиф Мамедов, Руфат Суджаев и Алгиш Мусаев выдвинули свои кандидатуры по Гарадагскому избирательному округу № 14.
По Исмаиллинскому избирательному округу № 69 свои кандидатуры выдвинули Азер Аббасов, Ильхам Ахмедов и Гудрат Гасангулиев, председатель партии Единого Народного Фронта Азербайджана. Гудрат Гасангулиев был выдвинут Партией Народного Фронта Азербайджана в члены Центральной Избирательной Комиссии и его членство было утверждено Указом Президента Азербайджанской Республики Гейдара Алиева № 478 от 18 июля 2000 года. Но согласно закону, члены Центральной избирательной комиссии не могут быть членами какой-либо политической партии и не могут быть кандидатами в депутаты. Поэтому член комиссии Гудрат Гасангулиев из-за того, что пожелал баллотироваться в депутаты, был освобожден от должности члена Центральной избирательной комиссии Азербайджанской Республики указом № 1170 Президента Азербайджанской Республики Гейдара Алиева от 21 февраля 2003 года.
От Ханлар-Дашкасанского избирательного округа № 91 свои кандидатуры выдвинули бывшие депутаты  Шадман Гусейн, Сабир Мурсалов и Видади Мурадов.

## Итоги голосования
Распределение мандатов по политическим партиям
 Новый Азербайджан (33,4 %) Партия Народного Фронта (33,3 %) Беспартийный (33,3 %)
Очередное заседание Центральной Избирательной Комиссии Азербайджанской Республики состоялось 15 марта 2003 года. На заседании было выявлено, что на некоторых избирательных участках  в ходе голосования и определения результатов были допущены нарушения закона. В связи с этим комиссия приняла решение о признании результатов выборов на этих избирательных участках недействительными в соответствии со статьей 2-2 Закона "О Центральной избирательной комиссии Азербайджанской Республики". Решением, принятым на заседании, комиссия 17 марта 2003 года представила в Конституционный Суд Азербайджанской Республики протоколы № 1 окружных избирательных комиссий об итогах голосования на дополнительных выборах в Милли Меджлис Азербайджанской Республики, проведенных по Гарадагскому избирательному округу № 14, Исмаиллинскому избирательному округу № 69 и Ханлар-Дашкесанскому избирательному округу № 91, и прилагаемые к ним в установленном законом порядке документы.
Конституционный Суд Азербайджана, рассмотрев постановления и протоколы, утвердил результаты выборов 27 марта 2003 года. По результатам выборов депутатом по Гарадагскому избирательному округу № 14 был избран член партии "Новый Азербайджан" Алгиш Мусаев, депутатом по Исмаиллинскому избирательному округу № 69 был избран Гудрат Гасангулиев, а депутатом по Ханлар-Дашкесанскому избирательному округу № 91 был избран независимый политик Шадман Гусейн.